# Veli Lampi
Veli Lampi (Seinäjoki, 18 luglio 1984) è un ex calciatore finlandese, di ruolo difensore.

## Carriera
Dopo 4 anni e mezzo nella Veikkausliiga finlandese, si è trasferito in Svizzera nello Zurigo nel gennaio 2007. Durante la pausa invernale del campionato 2009-10, viene trasferito in prestito all'Aarau.
A fine stagione viene acquistato dal Willem II.
Con la Finlandia ha debuttato il 21 gennaio 2006 contro l'Arabia Saudita.

## Palmarès

### Club

#### Competizioni nazionali
- Campionato svizzero: 2

Zurigo: 2006-2007, 2008-2009
- Coppa di Finlandia: 1

HJK: 2006